# Miguel Ángel Martínez
Miguel Ángel Martínez Tajuelo (nascido em 19 de abril de 1984) é um nadador paralímpico espanhol, medalhista mundial e europeu.

## Paralimpíada
Participou dos Jogos Paralímpicos de Verão de 2012, realizados em Londres, onde representou a Espanha.

## Vida pessoal
Atualmente reside em Xaém, sua terra natal.